# Habronyx perspicuus
Habronyx perspicuus là một loài tò vò trong họ Ichneumonidae.